# Notioprogonia
Notioprogonia є підрядом вимерлого ряду ссавців Notoungulata і включає дві родини, Henricosborniidae і Notostylopidae. 
Notioprogonia включає найпримітивніших нотунгулятів, і Cifelli 1993 стверджував, що Notioprogonia є парафілетичною, оскільки вона включатиме предків решти підрядів. Notioprogonia не є природною групою, а сукупністю примітивних нотунгулятів; обидві родини, зазначені тут, просто явно не належать до будь-яких інших кладів.